# Кристалл (хоккейный клуб, Абакан)
Хоккейный клуб «Кристалл» Абакан — команда по хоккею с шайбой из города Абакана. В 2006/07 заявлялась играть в Чемпионате первой лиги России по хоккею с шайбой.

## История
Команда создана в 2003 году. Выступала в Первой лиге Чемпионата России в 2006/07 в зоне «Сибирь - Дальний Восток», однако не имела своего льда в Абакане и поэтому проводила свои домашние игры в 40 км. от Красноярска в посёлке Подгорный (ДЦ «Факел»). Однако, уже 22 февраля 2007 было объявлено, что клуб снялся с чемпионата России.
Ныне клуб проводит свои матчи в рамках Открытого чемпионата республики Хакасии, где в 2016/17 стали чемпионами сезона.